# Tarnów Klikowa
Tarnów Klikowa – nieczynny przystanek kolejowy położony w Tarnowie, w województwie małopolskim, w Polsce.